# Pierre Jacques Dherbez-Latour
Pour les articles homonymes, voir Latour.
Pierre Jacques Dherbez-Latour, parfois orthographié D'Herbez-Latour, né le 13 septembre 1735 à Barcelonnette et mort le 6 mars 1809 à Turin dans le Piémont italien) est un homme politique français, député à la Législative puis à la Convention en septembre 1792.

## Biographie
Fils de Pierre Dherbez et de Thérèse Lesbros Pierre Jacques Dherbez, nait le 13 septembre 1735 à Barcelonnette. Il poursuit une carrière juridique qui débouche sur une carrière politique peu avant la Révolution française : avocat, puis juge (1767), et enfin premier consul de Barcelonnette (1787).
En 1791, alors qu'il est administrateur des Basses-Alpes, il est élu député du département, le sixième et dernier, à l'Assemblée nationale législative. Il vote en faveur de la mise en accusation de Bertrand de Molleville, le ministre de la Marine, et en faveur de la mise en accusation du marquis de Lafayette.
Le 10 août 1792, l'insurrection des sections parisiennes et des bataillons de volontaires met fin à la monarchie. En septembre, Dherbez-Latour est réélu député des Basses-Alpes, le troisième sur six, à la Convention nationale. Il siège sur les bancs de la Montagne. Lors du procès de Louis XVI, il vote la mort et rejette l'appel au peuple et le sursis. Il rejette la mise en accusation de Jean-Paul Marat, jugeant qu'il l'a « toujours reconnu » comme « un intrépide défenseur de la liberté et de l'égalité ». Il se prononce également contre le rétablissement de la Commission des Douze. 
Envoyé comme représentant en mission, il est arrêté et emprisonné à Lyon en juin et juillet 1793, et n’arrive à Barcelonnette qu’en août, peu après la reprise de Marseille aux fédéralistes. Pendant l’hiver, il mène une campagne de déchristianisation dans tout le département. Rappelé à Paris en prairial, il doit rester à Barcelonnette car malade. Son congé officiel dure jusqu’en Thermidor, et il évite ainsi d’être entraîné dans la chute de Robespierre. Il prolonge cependant son séjour jusqu’à l’automne prudemment, évitant la poursuite des robespierristes menée par Gauthier de l’Ain dans le sud-est.
Sous le Directoire, il est nommé commissaire du pouvoir exécutif auprès de l’administration des Basses-Alpes (décembre 1795), quand la menace contre-révolutionnaire se fait plus précise. Il doit faire face cependant à l’hostilité du département, majoritairement modéré, et notamment des deux députés Bovis et Pailher. Il réprime des émeutes à Oraison en prairial an IV avec le général Peyron. Cependant, les plaintes des administrateurs du département, portées par le député aux Cinq-Cents Mieulle, provoquent sa révocation (juin 1796), alors que Peyron est arrêté.
La réaction républicaine qui se manifeste par le coup d’État de Fructidor (septembre 1797) lui permet de revenir au premier plan. Le 22 vendémiaire an VI, il est nommé parmi les cinq administrateurs du département, ce qui lui permet d’épurer activement les municipalités pendant l’hiver. Au printemps suivant, il se retire en Ubaye, impuissant devant l’agitation persistante ; cette retraite est considérée comme une absence illégale, et il est déclaré démissionnaire.

## Famille
Le 31 janvier 1774, il épouse à Barcelonnette Marie Elisabeth Jaubert (du Clot) avec laquelle il a :
- Joseph Dherbez-Latour, né le 31 octobre 1774 à Barcelonnette[10] et mort le 16 mai 1786 à Barcelonnette
- Anne Catherine Dherbez-Latour, née le 4 janvier 1776 à Barcelonnette[11]
- Louis Dherbez-Latour, né le 5 octobre 1777 à Uvernet-Fours[12]
- Hyacinthe Dherbez-Latour, né le 4 avril 1780  à Barcelonnette[13]
- Louise Madeleine Eugénie Dherbez-Latour, née le 19 août 1783[12]
- Marie Elisabeth Mélanie Dherbez-Latour, née le 3 avril 1787[12]
- Anne-Marie Dherbez-Latour, née le 25 juin 1789[12]